# 麻埠镇
麻埠镇，是中华人民共和国安徽省六安市金寨县下辖的一个乡镇级行政单位。

## 行政区划
麻埠镇下辖以下地区：
鲜花岭街道社区、全山村、齐山村、金庄村、响洪甸村和桂花村。